# Fantasyland

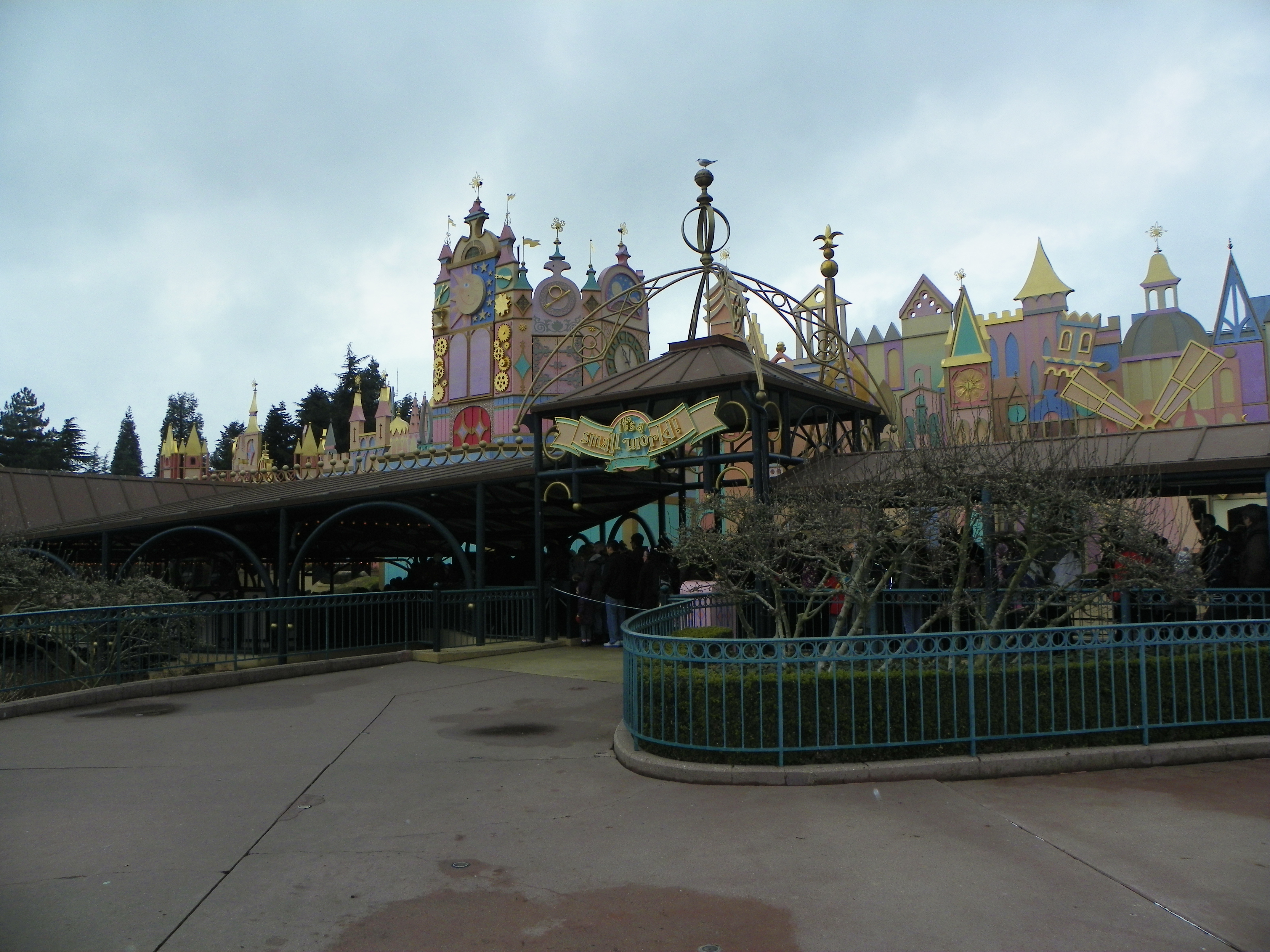
Disneyland Paris, Francia

Fantasyland es una de las áreas temáticas presentes en los parques Reino Mágico de la Compañía de Walt Disney, ubicadas en todo el mundo. Cada Fantasyland tiene un Castillo, así como la Hebilla del Cinturón, además de numerosos restaurantes, tiendas, espectáculos y atracciones con nombres de Películas Clásicas de Disney, y en Palabras del renombrado empresario: «Fantasyland está Dedicado a la gente de Corazón joven y a aquellos que creen que cuando pides un Deseo a una Estrella, tus Sueños se hacen Realidad.», están ubicadas en Disneyland Park (California), Reino Mágico en Magic Kingdom; Walt Disney World, Florida), Tokyo Disneyland, Disneyland París, Hong Kong Disneyland, y Shanghai Disneyland; Se Planea construir Disneyland Abu Dhabi, en Oriente Medio y es Probable que también cuente con Fantasyland.
- Datos: Q2441096
- Multimedia: Fantasyland / Q2441096